# فايكينغ أولوف بيورك
فايكينغ أولوف بيورك (بالسويدية: Viking Olov Björk)‏ (3 ديسمبر 1918، سونانيو دالارنا - 18 فبراير 2009، ستوكهولم) جراح قلب سويدي.
عمل أولوف في مستشفى ساباتسبيرغ في ستوكهولم. بعدما تخرج عام 1948 في معهد كارولنسكا وكان أستاذاً مشاركاً في الجراحة الصدرية في نفس المعهد من 1949 إلى 1960. ثم عمل لاحقاً أستاذ جراحة الصدر أولاً في جامعة أوبسالا ثم في معهد كارولنسكا. تقاعد بعدها عن عمر يناهز 65 عاماً في 1983 بعدما رفضت إدارة المستشفى تمديد مدة عمله لــ 5 سنوات أخرى. طور بالتعاون مع كلارنس كرافورد و آيك سينينج آلة القلب والرئة التي استخدمت عام 1954 لأول مرة في أوروبا خلال عملية جراحية على الإنسان.
تعاون مع المهندس الأمريكي دونالد شيلي (بالإنجليزية: Donald Shiley)‏ سنة 1968 لتطوير أول «صمام قرص مائل» يستخدم لاستبدال الصمام الأبهري أو التاجي وتوالت العديد من التعديلات، ومنها التعديل على الصمام المحدب المقعر. تم استحداث الصمام ليتم تجنّب التدفقات عن طريق دعامة تمنع هذه التشققات.
بعد شراء شركة فايزر لشركة شيلي عام 1970 قامت شركة فايزر بإعادة تصنيع صمام [بيورك-شيلي]. وفي عام 1980 كتب بيورك إلى شركة فايزر مهددًا إيّاها بنشر حالات فشل صمام قاتلة للمرضى في كثير من الأحيان ما لم يتم اتخاذ اجراءات تصحيحة. وأدى ذلك في النهاية إلى رفع دعوى قضائية شملت سحب جميع الصمامات الحالية وتخصيص شركة فايزر ما يصل إلى 20 مليون دولار أمريكي لدفع التعويضات.
توفي بيورك في 18 فبراير 2009 في ستوكهولم.

## وصلات خارجية
- Björk, Viking Olov. Brain perfusions in dogs with artificially oxygenated blood
- Long-term Experience with the Björk-Shiley Monostrut Tilting Disc Valve
- VIKING OLOV BJÖRK – 1918 - 2009